# Florida A&M Rattlers

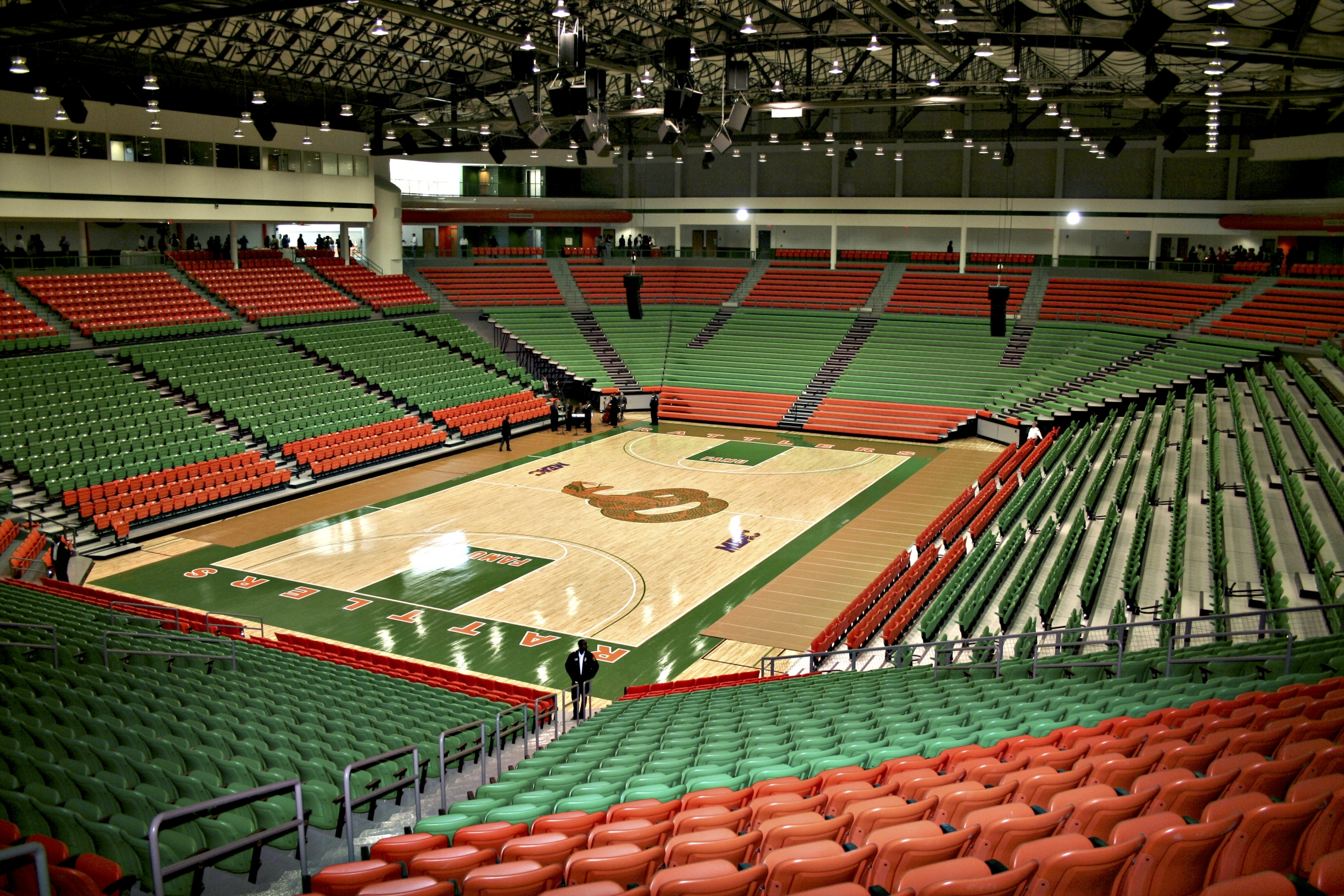
Al Lawson Center.

Florida A&M Rattlers (español: las serpientes de cascabel de la Universidad Agrónoma y Mecánica de Florida) es el nombre de los equipos deportivos de la Universidad Agrónoma y Mecánica de Florida, situada en Tallahassee, Florida. Los equipos de los Rattlers participan en las competiciones universitarias organizadas por la NCAA, y forman parte de la Southwestern Athletic Conference.

## Programa deportivo
Los Rattlers compiten en 7 deportes masculinos y en 7 femeninos :
| - Masculino - Baloncesto - Fútbol Americano - Atletismo - Tenis - Cross - Golf - Béisbol | - Femenino - Cross - Baloncesto - Bowling - Softball - Voleibol - Atletismo - Tenis |

## Instalaciones deportivas
- Al Lawson Center es el pabellón donde disputan sus partidos los equipos de baloncesto y voleibol. Fue inaugurado en 2009 y tiene una capacidad para 9.639 espectadores.[1]
- Bragg Memorial Stadium, es el estadio donde disputan sus encuentros el equipo de fútbol americano. Inaugurado en 1957, ha sufrido diversas remodelaciones y ampliaciones, la última de ellas en 1980. Pasó de tener una capacidad para 10.700 a 25.500 espectadores.[2]